# Henri Rapin

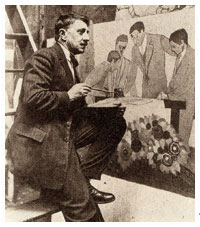
H. Rapin

Henri Rapin (París, 24 de febrero de 1873-París, 30 de junio de 1939) fue un pintor, ilustrador y diseñador art déco francés.

## Trayectoria
Estudió en la École des Beaux-Arts con los neoclasicistas Jean-Léon Gérôme y Joseph Blanc, más tarde se especializó en la fabricación y decoración de muebles de madera de roble o nogal. Desde 1910, decoró muebles con marquetería y otras incrustaciones, con cerámica y esculturas de Charles Hairon (1880-1962), Gaston Le Bourgeois (1880-1946) o Henri Bouchard (1908-1937). En el Salon des Artistes décorateurs (1912) exhibió un gabinete de escritura de ébano, que diseñó para los grandes almacenes de lujo Printemps.
Fue responsable de la planificación y diseño de la Exposición de Artes Decorativas de 1925.
De 1920 a 1934, la Union centrale des arts décoratifs lo eligió director artístico de su escuela  Comité de Dames, y también fue director artístico de la fábrica de porcelana de Sèvres.
Su colaboración más larga, fue con la empresa de equipajes Moynat.